# رود فلاتید
رود فلاتید رودی است به Clark Fork می‌ریزد. این رود از کشور ایالات متحده آمریکا می‌گذرد.